# 洋槐黄素
洋槐黄素（化学名：3,7,3',4',5'-五羟基黄酮，3,7,3',4',5'-Pentahydroxyflavone，或5-脱氧杨梅黄酮，5-Deoxymyricetin）是一种黄酮醇衍生物，分子式C15H10O7，存在于银荆、黑荆、刺槐、格力豆、印茄树、云南槐、太平洋鐵木等植物中。